# Placówka Straży Celnej „Chyżne-most”

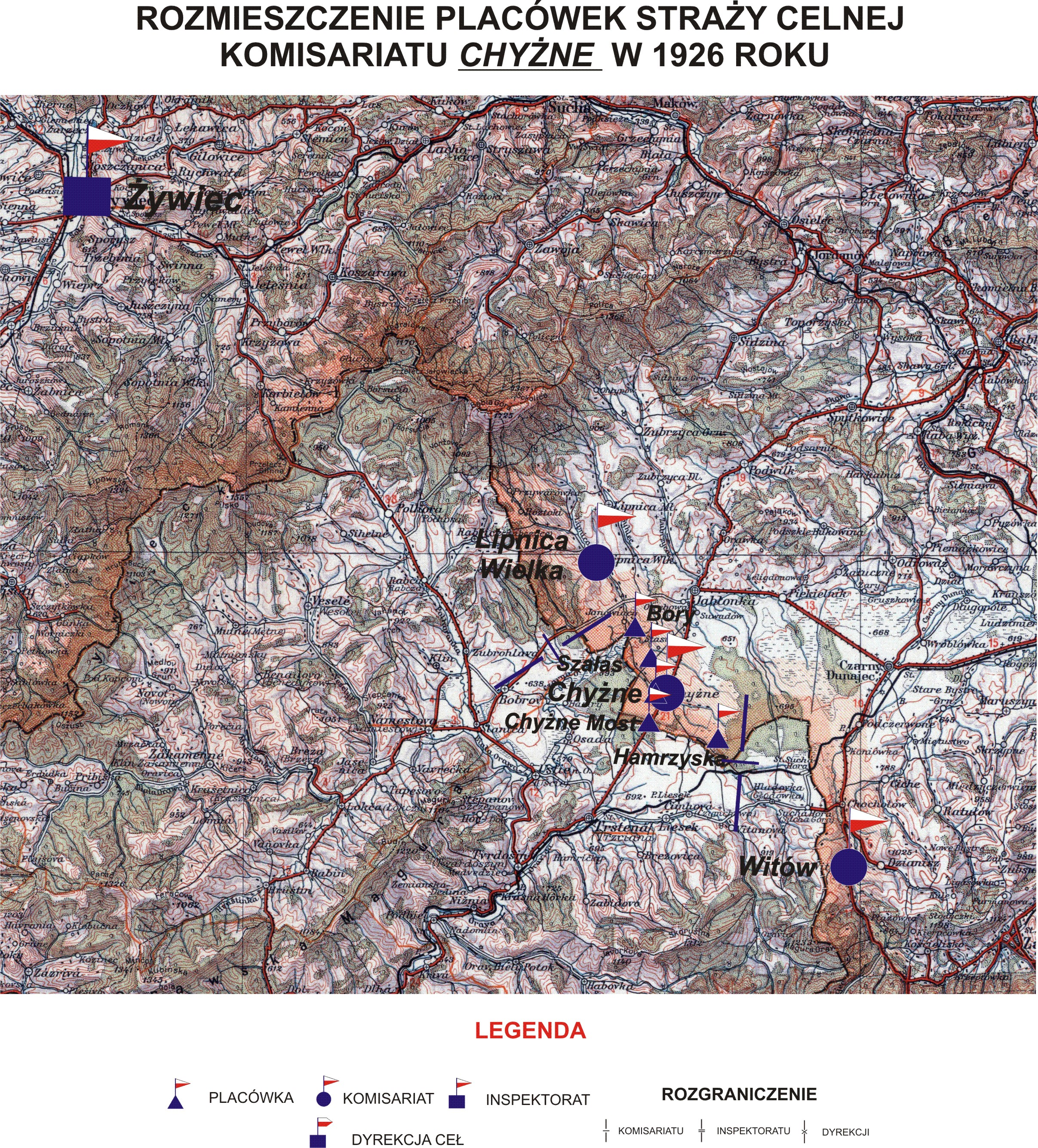
Rozmieszczenie placówek SC Komisariatu Chyżne w 1926

Placówka Straży Celnej „Chyżne-most” – jednostka organizacyjna Straży Celnej pełniąca w okresie międzywojennym służbę ochronną na granicy polsko-czechosłowackiej.

## Formowanie i zmiany organizacyjne
Na wniosek Ministerstwa Skarbu, uchwałą z 10 marca 1920 roku, powołano do życia Straż Celną. Od połowy 1921 roku jednostki Straży Celnej rozpoczęły przejmowanie odcinków granicy od pododdziałów Batalionów Celnych. Proces tworzenia Straży Celnej trwał do końca 1922 roku. Placówka Straży Celnej „Chyżne-most” weszła w podporządkowanie komisariatu Straży Celnej „Chyżne” z Inspektoratu SC „Żywiec”.
W drugiej połowie 1927 roku przystąpiono do gruntownej reorganizacji Straży Celnej. W praktyce skutkowało to rozwiązaniem tej formacji granicznej. Ochronę północnej, zachodniej i południowej granicy państwa przejęła powołana z dniem 2 kwietnia 1928 roku Straż Graniczna.
Rozkazem nr 7 z 25 września 1929 roku w sprawie reorganizacji i zmian dyslokacji Małopolskiego Inspektoratu Okręgowego komendant Straży Granicznej płk Jan Jur-Gorzechowski powołał komisariatu SG „Jabłonka”. Placówka Straży Granicznej I linii „Chyżne” znalazła się w jego strukturze.

## Funkcjonariusze placówki
Kierownicy placówki
| stopień    | imię i nazwisko, numer | okres pełnienia służby | kolejne stanowisko |
| ---------- | ---------------------- | ---------------------- | ------------------ |
| przodownik | Andrzej Kędzior (115)  | był w 1926             |                    |

Obsada personalna placówki w 1926:
- przodownik Andrzej Kędzior (115)
- starszy strażnik Józef Budek (373)
- strażnik Józef Otuszewski (887)
- strażnik Jan Szuba (1715)
- strażnik Stefan Adryan (918)
- strażnik Franciszek Puchała (1289)
- strażnik Jan Rzucidło (1809)
- Stanisław Mąkowski (573)